# Horst Schneider (Politiker)

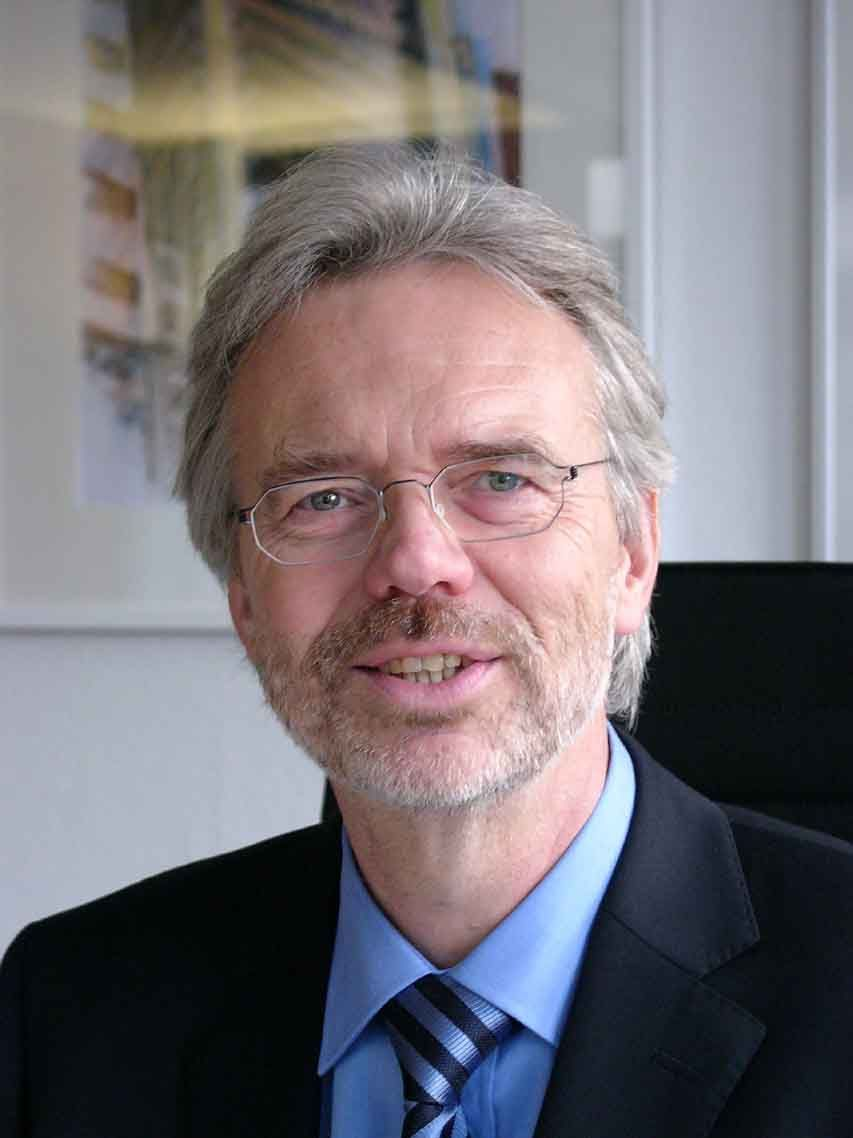
Horst Schneider

Horst Schneider (* 13. Februar 1952 in Offenbach am Main) ist ein deutscher Kommunalpolitiker (SPD). Er war vom 21. Januar 2006 bis zum 20. Januar 2018 Oberbürgermeister der hessischen Großstadt Offenbach am Main.

## Leben und beruflicher Werdegang
Nach dem Abitur 1970 auf der Leibnizschule in Offenbach studierte Schneider Pädagogik auf Lehramt für Haupt- und Realschule mit den Fächern Deutsch und Sozialkunde an der Johann Wolfgang Goethe-Universität in Frankfurt am Main. Von 1976 bis 1997 war er als Lehrer an der Integrierten Gesamtschule Lindenau in Großauheim sowie an der Ernst-Reuter-Schule und an der Friedrich-Ebert-Schule (beide in Offenbach am Main) tätig. 1997 wechselte er aus dem Schuldienst an das staatliche Schulamt in Offenbach, um nach der Ernennung zum Schulrat im Jahr 1998 dann schließlich von 2000 an als Schulamtsdirektor tätig zu sein. Dieses Amt übte er bis zu seiner Wahl zum Bürgermeister von Offenbach im Jahre 2004 aus. 2005 wurde er im ersten Wahlgang der Direktwahl mit 51,2 % der Stimmen zum Oberbürgermeister gewählt. Das Amt trat er am 21. Januar 2006 an. Seine zweite und letzte Amtszeit endete am 20. Januar 2018.
Schneider ist verheiratet und hat zwei Söhne.

## Politische Betätigung
Schneider trat 1972 in die SPD ein. 1989 wurde er zum ersten Mal zum Stadtverordneten in Offenbach am Main. 1991 übernahm er den Vorsitz der Sozialdemokratischen Fraktion in der Offenbacher Stadtverordnetenversammlung. Am 6. Mai 2004 wurde Schneider zum Bürgermeister der Stadt Offenbach am Main gewählt. Nur 15 Monate später wurde er am 11. September 2005 bereits im ersten Wahlgang mit 51,2 % der Stimmen der Offenbacher Wähler zum Oberbürgermeister der Stadt gewählt und hat damit Gerhard Grandke in diesem Amt abgelöst. Bei der Direktwahl zum Oberbürgermeister der Stadt Offenbach am Main am 4. September 2011 trat Horst Schneider gegen drei Mitbewerber an. Er gelangte mit 44,4 Prozent der Stimmen im ersten Wahlgang in die Stichwahl, die er am 18. September 2011 mit 58 Prozent gegen Peter Freier (CDU) gewann. Die Wahlbeteiligung lag im ersten Wahlgang bei 25,3 Prozent und in der Stichwahl bei 24,3 Prozent.
Am 20. Januar 2018 schied Schneider aus dem Amt aus. Nachfolger im Amt des Oberbürgermeisters ist Felix Schwenke (SPD).
Mit der Amtszeit Schneiders ist der städtebauliche Boom Offenbachs, insbesondere die Entwicklung in den neuen Ortslagen An den Eichen und Hafen Offenbach sowie die Umgestaltung des Wilhelmsplatz verbunden. Ebenfalls in seine Amtszeit fielen der Umbau des Stadions am Bieberer Berg sowie der Verkauf des Klinikums Offenbach an die Sana-Kliniken-Gruppe.